# Jesenské, Levice
Jesenské este o comună slovacă, aflată în districtul Levice din regiunea Nitra, pe malul râului Bešiansky⁠(d). Localitatea se află la altitudinea de 177 m deasupra n.m., se întinde pe o suprafață de 3,79 km2 și în 2017 număra 50 de locuitori.

## Istoric
Localitatea Jesenské este atestată documentar din 1292.

## Demografie
| An:                | 1994 | 2004   | 2014 | 2024    |
| ------------------ | ---- | ------ | ---- | ------- |
| Număr de persoane: | 49   | 51     | 51   | 44      |
| Diferență:         |      | +4,08% | +0%  | −13,72% |

| An:                | 2023 | 2024 |
| ------------------ | ---- | ---- |
| Număr de persoane: | 44   | 44   |
| Diferență:         |      | +0%  |